# Callechelys papulosa
Callechelys papulosa är en fiskart som beskrevs av Mccosker, 1998. Callechelys papulosa ingår i släktet Callechelys och familjen Ophichthidae. Inga underarter finns listade.